# Ноліто
Мануель Агудо Дуран (ісп. Manuel Agudo Durán), більш відомий як Ноліто (ісп. Nolito, нар. 15 жовтня 1986, Санлукар-де-Баррамеда, Іспанія) — колишній іспанський футболіст, нападник і вінгер. За свою кар'єру встиг пограти за «Сельту», «Барселону», «Севілью», «Бенфіку», «Манчестер Сіті» та ряд інших іспанських клубів. Найбільше матчів він провів у складі клубу з Віго — 182, в яких забив 52 голи та віддав 31 гольову передачу, крім того з «блаугранас» Ноліто ставав чемпіоном Ла Ліги, а з «Севільєю» вигравав Лігу Європи.
Також Ноліто виступав у складі збірної Іспанії, де дебютував у листопаді 2014 року і був учасником Євро-2016. На його рахунку 16 матчів, шість забитих м'ячів та сім асистів.

## Клубна кар'єра
Свою кар'єру у футболі розпочав з юнацької секції команди «Алгайда» а згодом приєднався до «Атлетіко Санлукеньйо». У віці 11 років невеликий відтин часу захищав кольори «Валенсії» але згодом повернувся до попередньої команди.

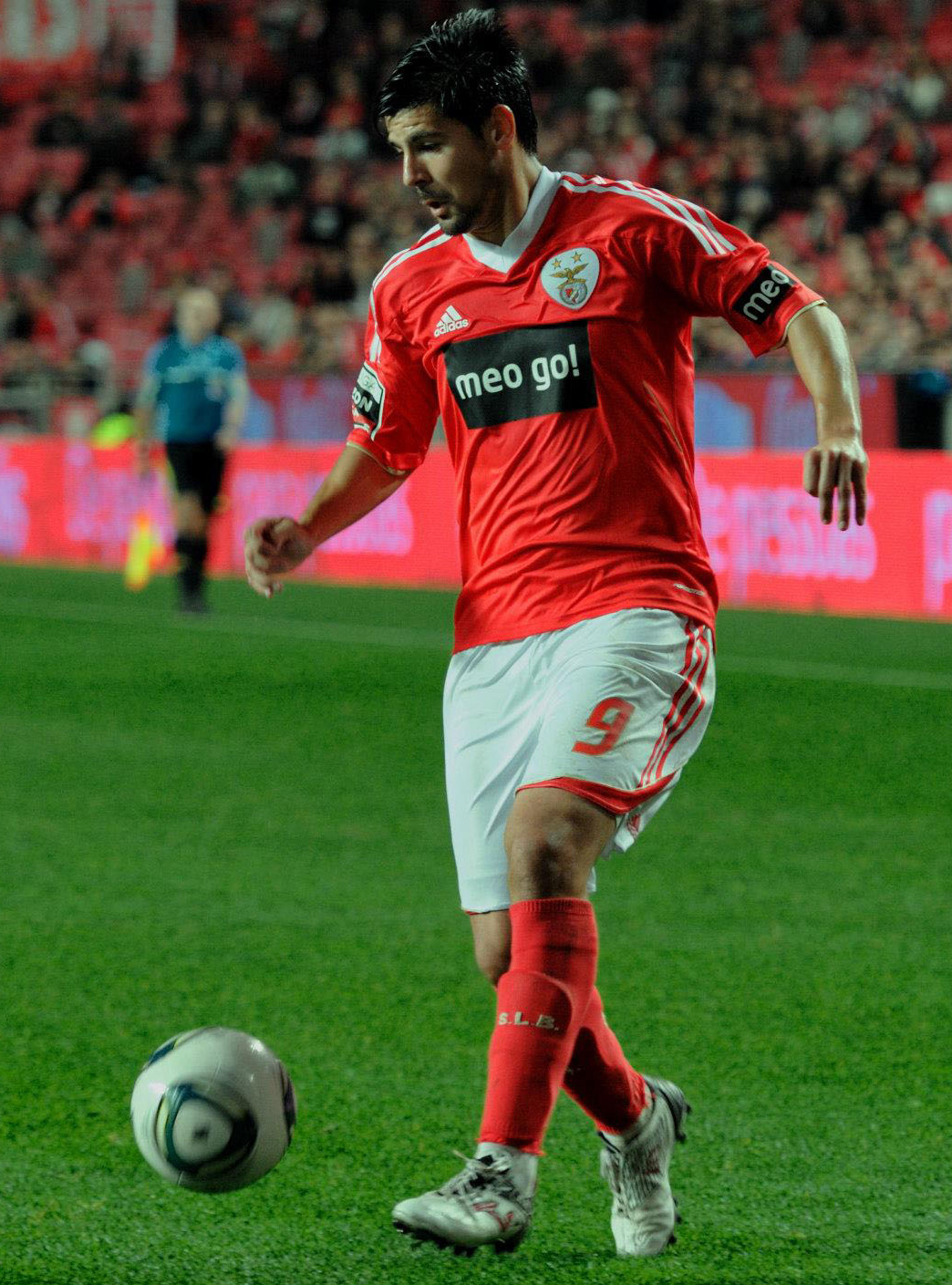
Ноліто під час виступів за «Бенфіку». 2011 рік.

У віці 22 років перейшов у «Барселону Б», полишивши свою попередню команду «Есіха Баломпье». У своєму першому сезоні у Сегунді Б забив 12 голів за «Барселону Б», яка показавши гарні результати піднялася на дивізіон вище — в другу лігу.
3 жовтня 2010 Ноліто провів свій перший виступ в Ла Лізі за «Барселону», замінивши Педро Родрігеса в матчі з «Мальоркою». 10 листопада він відкрив рахунок у грі проти «Сеути» в Кубку Іспанії.
Свій перший хет-трик Ноліто зробив 7 березня 2011 року, коли «Барселона Б» перемогла «Тенерифе» з доволі розгромним рахунком.
2011 року він перейшов в лісабонську «Бенфіку», уклавши угоду у відтин часу в п'ять років. 27 липня в кваліфікаційному раунді Ліги чемпіонів проти турецького «Трабзонспора» Ноліто забив свій перший гол за португальську команду. У наступному поєдинку він знову забив. 12 серпня у грі проти «Жил Вісенте» Ноліто дебютував у Прімейрі. У цьому ж поєдинку він забив свій перший гол у чемпіонаті Португалії. 16 серпня в матчі кваліфікації Ліги чемпіонів проти нідерландського «Твенте» Ноліто забив дуже важливий для команди гол і допоміг «Бенфіці» вийти в наступну частину турніру. У першому сезоні за орлів він забив 11 м'ячів.
У початку 2013 року Ноліто на правах оренди приєднався до «Гранади». 2 лютого в матчі проти мадридського «Реала» він провів свій перший виступ за нову команду. У цьому поєдинку після виконання кутового від Ноліто гравець мадридців Кріштіано Роналду зрізав м'яч у свої ворота. Цей гол залишився єдиним і допоміг «Гранаді» здобути першу перемогу над вершковими за останні сорок років. Влітку Ноліто повернувся до розташування «Бенфіки».
1 липня він перейшов в «Сельту», уклавши угоду з новою командою у відтин часу в чотири роки. У новому клубі він возз'єднався з Луїсом Енріке, який тренував його в дублі «Барселони». Сума трансферу склала 2,6 млн євро. У матчі проти «Еспаньйола» Ноліто провів свій перший виступ за нову команду. 25 серпня у грі проти «Бетіса» він забив свій перший гол за «Сельту». У своєму першому сезоні Ноліто забив 14 м'ячів, ставши найкращим бомбардиром команди.
1 липня 2016 року перейшов у англійський «Манчестер Сіті» за 18 мільйонів євро. Контракт підписаний строком на 3+1. 13 серпня в матчі проти «Сандерленда» Ноліто дебютував у англійській Прем'єр лізі. 16 серпня у відбірковому матчі Ліги чемпіонів проти румунського «Стяуа» він забив свій перший гол за «Манчестер Сіті». 20 серпня в поєдинку проти «Сток Сіті» Ноліто зробив «дубль», забивши свої перші голи за клуб у чемпіонаті. У сезоні іспанець взяв участь у 30 матчах в усіх турнірах (у 16 з них вийшов у стартовому складі), забив 6 м'ячів і віддав 5 результативних передач.
16 липня 2017 року Ноліто підписав контракт з «Севільєю», перейшовши в команду за неофіційною інформацією за 9 млн євро. Угода розрахована до червня 2020 року. У матчі проти «Еспаньйола» він дебютував за нову команду. У першому сезоні був основним гравцем, але потім через серйозну травму малогомілкової кістки втратив місце в основі і 18 червня 2020 року Ноліто знову приєднався до «Сельти», де провів ще два сезони у вищому іспанському дивізіоні, після чого команда з Віго не захотіла продовжувати контракт із досвідченим нападником.
5 вересня 2022 року Ноліто приєднався до клубу другого дивізіону «Ібіса» на правах вільного агента, уклавши дворічну угоду. Він зіграв 28 разів у своєму першому сезоні, а його команда з Балеарських островів вилетіла у третій дивізіон. В результаті Ноліто достроково покинув команду і у вересні 2023 року оголосив про завершення кар'єри.

## Збірна

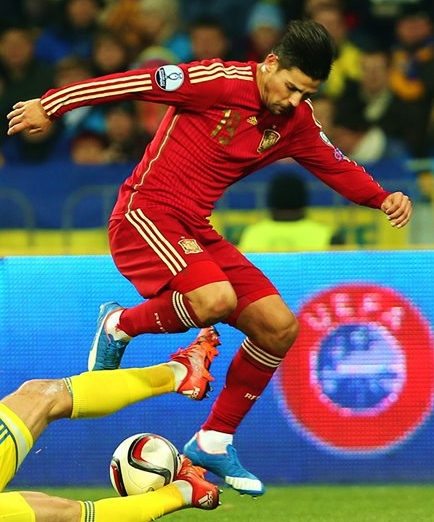
Ноліто у збірній Іспанії. 2015 рік.

18 листопада 2014 року в товариському матчі проти збірної Німеччини Ноліто дебютував за збірну Іспанії. 29 травня 2016 року в поєдинку проти Боснії і Герцеговини він зробив «дубль», забивши свої перші голи за національну команду.
Влітку 2016 року Ноліто потрапив у заявку збірної на участь у чемпіонаті Європи у Франції. На турнірі він зіграв у матчах проти команд Чехії, Туреччини, Хорватії та Італії. У поєдинку проти турків Ноліто забив гол.
Всього повів за збірну 16 матчів, забив шість забитих м'ячів та віддав сім асистів.

## Статистика

### Клубна
| Клуб           | Сезон   | Чемпіонат          | Чемпіонат | Чемпіонат | Кубок | Кубок | Єврокубки | Єврокубки | Всього | Всього |
| Клуб           | Сезон   | Дивізіон           | Ігор      | Голів     | Ігор  | Голів | Ігор      | Голів     | Ігор   | Голів  |
| -------------- | ------- | ------------------ | --------- | --------- | ----- | ----- | --------- | --------- | ------ | ------ |
| Есіха          | 2006–07 | Сегунда Дивізіон Б | 31        | 2         | 5     | 3     | —         | —         | 36     | 5      |
| Есіха          | 2007–08 | Сегунда Дивізіон Б | 40        | 13        | 0     | 0     | —         | —         | 40     | 13     |
| Есіха          | Всього  | Всього             | 71        | 15        | 5     | 3     | —         | —         | 76     | 18     |
| Барселона Б    | 2008–09 | Сегунда Дивізіон Б | 28        | 4         | —     | —     | —         | —         | 28     | 4      |
| Барселона Б    | 2009–10 | Сегунда Дивізіон Б | 40        | 12        | —     | —     | —         | —         | 40     | 12     |
| Барселона Б    | 2010–11 | Сегунда Дивізіон   | 38        | 13        | —     | —     | —         | —         | 38     | 13     |
| Барселона Б    | Всього  | Всього             | 106       | 29        | —     | —     | —         | —         | 106    | 29     |
| Барселона      | 2010–11 | Ла-Ліга            | 2         | 0         | 3     | 1     | 0         | 0         | 5      | 1      |
| Бенфіка        | 2011–12 | Прімейра-Ліга      | 29        | 11        | 7     | 1     | 12        | 3         | 48     | 15     |
| Бенфіка        | 2012–13 | Прімейра-Ліга      | 6         | 1         | 6     | 0     | 3         | 0         | 15     | 1      |
| Бенфіка        | Всього  | Всього             | 35        | 12        | 13    | 1     | 15        | 3         | 63     | 16     |
| Гранада        | 2012–13 | Ла-Ліга            | 17        | 3         | —     | —     | —         | —         | 17     | 3      |
| Сельта         | 2013–14 | Ла-Ліга            | 35        | 14        | 2     | 0     | —         | —         | 37     | 14     |
| Сельта         | 2014–15 | Ла-Ліга            | 36        | 13        | 1     | 0     | —         | —         | 37     | 13     |
| Сельта         | 2015–16 | Ла-Ліга            | 29        | 12        | 0     | 0     | —         | —         | 29     | 12     |
| Сельта         | Всього  | Всього             | 100       | 39        | 3     | 0     | —         | —         | 103    | 39     |
| Манчестер Сіті | 2016–17 | Прем'єр-ліга       | 19        | 4         | 5     | 0     | 6         | 2         | 30     | 6      |
| Севілья        | 2017–18 | Ла-Ліга            | 30        | 4         | 5     | 1     | 7         | 0         | 42     | 5      |
| Севілья        | 2018–19 | Ла-Ліга            | 4         | 0         | 3     | 1     | 10        | 4         | 17     | 5      |
| Севілья        | 2019–20 | Ла-Ліга            | 15        | 3         | 3     | 2     | 2         | 0         | 20     | 5      |
| Севілья        | Всього  | Всього             | 49        | 7         | 11    | 4     | 19        | 4         | 79     | 15     |
| Сельта         | 2019–20 | Ла-Ліга            | 7         | 2         | —     | —     | —         | —         | 7      | 2      |
| Сельта         | 2020–21 | Ла-Ліга            | 36        | 7         | 1     | 2     | —         | —         | 37     | 9      |
| Сельта         | 2021–22 | Ла-Ліга            | 32        | 2         | 3     | 0     | —         | —         | 35     | 2      |
| Сельта         | Всього  | Всього             | 75        | 11        | 4     | 2     | —         | —         | 79     | 13     |
| Ібіса          | 2022–23 | Сегунда Дивізіон   | 27        | 1         | 1     | 0     | —         | —         | 28     | 1      |
| Загалом        | Загалом | Загалом            | 501       | 121       | 45    | 11    | 40        | 9         | 586    | 141    |

1. ↑  3 у Кубку Португалії, 4 у Кубку португальської ліги
2. 1 2 3 4  У Лізі чемпіонів УЄФА
3. ↑  3 у Кубку Португалії, 3 у Кубку португальської ліги
4. ↑  4 у Кубку Англії, 1 у Кубку Футбольної ліги
5. 1 2  У Лізі Європи УЄФА

### Збірна
| Дата       | Місто           | Господарі | Результат | Гості                | Турнір                  | Голи | Примітки |
| ---------- | --------------- | --------- | --------- | -------------------- | ----------------------- | ---- | -------- |
| 18-11-2014 | Віго            | Іспанія   | 0 – 1     | Німеччина            | товариський матч        | -    | 77'      |
| 11-6-2015  | Леон            | Іспанія   | 2 – 1     | Коста-Рика           | товариський матч        | -    | 59'      |
| 9-10-2015  | Логроньйо       | Іспанія   | 4 – 0     | Люксембург           | Відбір до ЧЄ 2016       | -    | 77'      |
| 12-10-2015 | Київ            | Україна   | 0 – 1     | Іспанія              | Відбір до ЧЄ 2016       | -    | 75'      |
| 13-11-2015 | Аліканте        | Іспанія   | 2 – 0     | Англія               | товариський матч        | -    | 46'      |
| 27-3-2016  | Клуж-Напока     | Румунія   | 0 – 0     | Іспанія              | товариський матч        | -    | 46'      |
| 29-5-2016  | Санкт-Галлен    | Іспанія   | 3 – 1     | Боснія і Герцеговина | товариський матч        | 2    | 60'      |
| 1-6-2016   | Вальс-Зіценгайм | Іспанія   | 6 – 1     | Південна Корея       | товариський матч        | 2    |          |
| 7-6-2016   | Хетафе          | Іспанія   | 0 – 1     | Грузія               | товариський матч        | -    |          |
| 13-6-2016  | Толоса          | Іспанія   | 1 – 0     | Чехія                | ЧЄ 2016 - груповий етап | -    | 82'      |
| 17-6-2016  | Ніцца           | Іспанія   | 3 – 0     | Туреччина            | ЧЄ 2016 - груповий етап | 1    |          |
| 21-6-2016  | Бордо           | Хорватія  | 2 – 1     | Іспанія              | ЧЄ 2016 - груповий етап | -    | 60'      |
| 27-6-2016  | Сен-Дені        | Італія    | 2 – 0     | Іспанія              | ЧЄ 2016 - чвертьфінал   | -    | 41' 46'  |
| 5-9-2016   | Леон            | Іспанія   | 8 – 0     | Ліхтенштейн          | Відбір до ЧС 2018       | -    | 46'      |
| 9-10-2016  | Шкодер          | Албанія   | 0 – 2     | Іспанія              | Відбір до ЧС 2018       | 1    | 60'      |
| 15-11-2016 | Лондон          | Англія    | 2 – 2     | Іспанія              | товариський матч        | -    | 78'      |
| Усього     |                 | Матчів    | 16        |                      | Голів                   | 6    |          |

### Голи за збірну Іспанії
| #  | Дата           | Місце                                    | Суперник             | Рахунок | Результат | Змагання                        |
| -- | -------------- | ---------------------------------------- | -------------------- | ------- | --------- | ------------------------------- |
| 1. | 29 травня 2016 | АФГ Арена, Санкт-Галлен, Швейцарія       | Боснія і Герцеговина | 1:0     | 3:1       | Товариський матч                |
| 2. | 29 травня 2016 | АФГ Арена, Санкт-Галлен, Швейцарія       | Боснія і Герцеговина | 2:0     | 3:1       | Товариський матч                |
| 3. | 1 червня 2016  | Ред Булл Арена, Вальс-Зіценгайм, Австрія | Південна Корея       | 3:0     | 6:1       | Товариський матч                |
| 4. | 1 червня 2016  | Ред Булл Арена, Вальс-Зіценгайм, Австрія | Південна Корея       | 5:0     | 6:1       | Товариський матч                |
| 5. | 17 червня 2016 | Альянц Рів'єра, Ніцца, Франція           | Туреччина            | 2:0     | 3:0       | Чемпіонат Європи 2016           |
| 6. | 9 жовтня 2016  | Лоро Борічі, Шкодер, Албанія             | Албанія              | 2:0     | 2:0       | Відбір до чемпіонату світу 2018 |

## Досягнення
Барселона
- Чемпіонат Іспанії: 2010/11

Бенфіка (Лісабон)
- Кубок португальської ліги: 2011/12

- Переможець Ліги Європи УЄФА: 2019/20

### Індивідуальні
- Найкращий гравець Ла Ліги: вересень 2014, вересень 2015